# ’92 Tour EP
’92 Tour EP — мини-альбом британской рок-группы Motörhead, выпущенный  в 1992 году.

## Об альбоме
В мини-альбом вошли песни из альбомов March or Die и 1916, первая и вторая песня — из March or Die, третья и четвёртая — из 1916.
EP был издан в двух форматах: 12-дюймовая грампластинка и CD.

## Список композиций
| №  | Название          | Автор(ы)                                                 | Длительность |
| -- | ----------------- | -------------------------------------------------------- | ------------ |
| 1. | «Hellraiser»      | Оззи Осборн, Закк Уайлд, Лемми                           | 4:36         |
| 2. | «You Better Run»  | Лемми                                                    | 4:51         |
| 3. | «Going To Brazil» | Лемми, Würzel, Фил Кэмпбелл, Фил «Philthy Animal» Тейлор | 2:29         |
| 4. | «R.A.M.O.N.E.S.»  | Лемми, Würzel, Кэмпбелл, Тейлор                          | 1:27         |

## Участники записи
- Иэн Фрэйзер «Лемми» Килмистер — бас-гитара, вокал
- Фил Кэмпбелл — гитара
- Мик «Würzel» Бёрстон — гитара
- Микки Ди — ударные (песни 1 и 2)
- Фил Тейлор — ударные (песни 3 и 4)

## Чарты
| Чарт (1992)      | Позиция |
| ---------------- | ------- |
| UK Singles Chart | 63      |